# Ребиндер, Николай Александрович
Никола́й Алекса́ндрович Ребиндер (1863—1918) — харьковский губернский предводитель дворянства в 1906—1917 гг., член Государственного совета по выборам.

## Биография
Православный. Из потомственных дворян. Старший сын генерала от инфантерии Александра Алексеевича Ребиндера и жены его графини Марии Николаевны Толстой.
Окончил Санкт-Петербургскую 3-ю гимназию (1882) и Санкт-Петербургский университет по юридическому факультету (1886). Воинскую повинность отбывал в Кавалергардском полку.
В 1887 году был причислен к Министерству внутренних дел и откомандирован в распоряжение Харьковского губернатора.
Камер-юнкер (1891), камергер (1901), в должности шталмейстера (1906), действительный статский советник (1908).
Занимал должности: и.д. непременного члена Волчанского уездного по крестьянским делам присутствия, почетного мирового судьи Белгородского мирового округа, земского начальника 3-го участка Волчанского уезда. Принимал участие в русско-японской войне в качестве уполномоченного Красного Креста при главноуполномоченном П. М. Кауфмане.
Избирался Волчанским уездным предводителем дворянства, почётным мировым судьей Волчанского и Белгородского уездов, гласным Волчанского и Белгородского уездных земств, а также Харьковским губернским предводителем дворянства (1906—1917). Состоял попечителем Волчанской учительской семинарии, пожизненным почётным членом Волчанского уездного попечительства детских приютов, а также членом многих благотворительных учреждений Харьковской губернии.
26 ноября 1908 года избран членом Государственного совета от дворянских обществ вместо отказавшегося Ф. Д. Самарина, 1909 году — переизбран. Входил в группу правого центра. Состоял членом Сельскохозяйственного совещания (1916).
22 марта 1918 года расстрелян большевиками в Титовском бору, недалеко от своей родовой усадьбы Шебекино.
Вместе с ним были расстреляны:
- Александр Александрович Ребиндер, его младший брат,
- Николай Николаевич Мансуров, полковник, муж Марии Александровны Ребиндер — сестры Николая Александровича и Александра Александровича,
- Константин Павлович Кутайсов, брат жены Николая Александровича — Елизаветы Павловны Ребиндер,
- К.Е.Тельп, бухгалтер на предприятии семьи Ребиндер.

Первоначально расстрелянных похоронили на месте гибели, на могиле установили большой деревянный крест. После того, как Шебекино было оккупировано германскими войсками, члены семьи Ребиндеров ненадолго вернулись в свое имение. Останки Николая Александровича Ребиндера перезахоронили рядом с женой в фамильную усыпальницу; Александра Александровича похоронили неподалёку у церковной ограды.

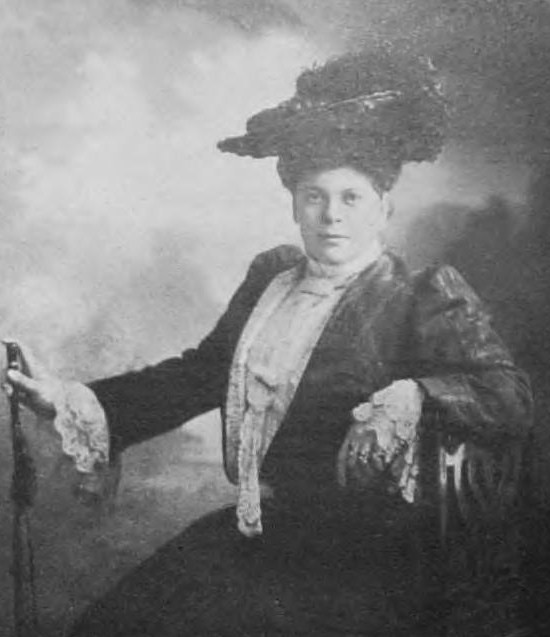
Елизавета Павловна, жена

## Семья
Был женат на графине Елизавете Павловне Кутайсовой (05.03.1875; Висбаден—17.08.1916), дочери генерала П. И. Кутайсова. Состояла попечительницей Верхне-Писаревского и Волчанского приютов, во время первой мировой войны — попечительница харьковской общины сестер милосердия Красного Креста. В 1916 году посещая лазареты, заразилась скарлатиной и скоропостижно скончалась. Похоронена в фамильной усыпальнице в Шебекино, где позднее был похоронен после расстрела и её муж. Их дети:
- Александр (1900—1983), участник Белого движения в составе Добровольческой армии и ВСЮР, корнет Дроздовского полка. В эмиграции в Германии[2].
- Павел (1905—1934)[3].

## Награды
- Орден Святого Владимира 3-й ст. (1905);
- Орден Святого Станислава 1-й ст. (1911);
- Орден Святой Анны 1-й ст. (1913);
- Высочайшая благодарность (1915);
- Орден Святого Владимира 2-й ст. (1916).